# Дико, Фрэнсис
Фрэнсис Дико (англ. Francis Dickoh; 13 декабря 1982, Копенгаген, Дания) — ганский футболист, защитник. Выступал за национальную сборную Ганы.

## Биография
Начал карьеру в датском клубе «Б-93», позже играл за «Фарум». В 2003 году перешёл в «Норшелланн». В 2006 году подписал контракт с нидерландским «Утрехтом», и сразу стал игроком основного состава. В августе 2011 года Дико перешёл в стан греческого «Ариса», подписав с клубом контракт до 2013 года.
Дико ганец по отцовской линии, он смог получить ганское гражданство и смог выступать за сборную Ганы. Дебютировал за сборную Ганы 14 ноября 2005 года в матче против Саудовской Аравии. Всего провёл 11 матчей за сборную. Принимал участие в Кубке Африки 2008.